# ماريو ألفاريز
ماريو ألفاريز (بالإسبانية: Mario Álvarez Fernández)‏ هو مغني إسباني، ولد في 19 نوفمبر 1985 في أوفييدو في إسبانيا.